# Tecuci
Tecuci (pronunciació en romanès: [teˈkut͡ʃʲ]) és una ciutat del comtat de Galați, Romania, a la regió històrica de Moldàvia occidental. Es troba entre turons boscosos, a la riba dreta del riu Bârlad i a la cruïlla de ferrocarrils de Galați, Bârlad i Mărășești.
La zona veïna de Tecuci va ser l'escenari d'una dura batalla el 1476 entre el príncep moldau Esteban el Gran i els otomans.
Sota el Regne de Romania, era la residència del ja desaparegut comtat de Tecuci.
El clima a Tecuci es defineix com Dfb (clima continental humit amb estius càlids), vorejant un Dfa (clima continental humit amb estius calorosos).
Al 30 d’octubre de 2011, 34.871 habitants vivien dins dels límits de la ciutat.

## Fills il·lustres
- Nina Arbore (1888-1942), pintora i il·lustradora
- Mihai Berza (1907–1978), historiador
- Elena Caragiani-Stoenescu (1887-1929), primera dona aviadora a Romania
- Henri Cihoski (1872–1950), polític i general
- Vintilă Dongoroz (1893–1976), jurista, advocat i professor
- Alina Gorghiu (n. 1978), advocada i expresidenta del Partit Nacional Liberal (PNL)
- Calistrat Hogaș (1847–1917), escriptor
- Iorgu Iordan (1888–1986), lingüista, filòleg i polític comunista
- Mihail Manoilescu (1891-1950), publicista, economista i polític
- Henri Moscovici (n. 1944), matemàtic
- Alexandru Papadopol-Calimah (1833–1898), historiador, polític i acadèmic
- Gheorghe Petrașcu (1872–1949), pintor i acadèmic
- N. Petrașcu (1859–1944), diplomàtic, escriptor, memorista, publicista, historiador de l'art i crític
- Ion Petrovici (1882–1972), filòsof, assagista, memorialista, escriptor, orador i polític
- Theodor Șerbănescu (1839–1901), poeta i traductor

## Museus
- Tecuci Town Museum (romanès: Muzeul Mixt Tecuci)